# Орден Святого Марка
Орден Святого Марка (итал. Associazione Cavalieri di San Marco) — рыцарский орден Венецианской республики. Он был назван в честь святого Марка Евангелиста. Орден, возможно, существовал с 780 до 1797 года, когда Республика Венеция пала. Он был возрожден как организация, посвященная признанию хорошим делам людей в современные дни.

## История
Орден, возможно, был создан еще в 787 году. В 1178 году дож Себастиано Дзиани  заказал крылатого льва для памятника Святого Марка и объявил льва эмблемой Венеции. В 1180 году было создано рыцарский орден Святого Марка. Лица, введенные в орден, имели воротник, который показывал изображение крылатого льва. Орден прекратил своё существование, когда Республика Венеция пала.
Рыцари ордена были очерчены мечом, те, кто не смогли этого сделать, получили награду по патентам. Орденом награждали дожи и Венецианский сенат.
Подвеска ордена была золотой цепочкой, на ней с одной стороны была эмблема святого Марка Евангелиста ; крылатый левский , держащий в своей лапе меч, а в другой открытая книга с девизом «Pax tibi, Marce Evangelista meus». На оборотной стороне подвески был портрет правящего Дожа Венеции , а святой Марк вручал ему флаг Венеции.
Гондольер , Пьетро Гросси, началось возрождение ордена в 1920 году и продолжал до 1968 г. К 1948 году Гросси собрал 34000 членов для того , чтобы вновь создать независимую Венецию. Организация была создана снова 25 апреля 1976 года, чтобы признать людей, которые «работают на общее благо».